# Prehistoria de Australia
La prehistoria de Australia es el periodo que se sitúa entre el primer asentamiento humano en el continente australiano y la llegada de los europeos a Australia en 1606, que puede tomarse como el inicio de la reciente historia de Australia. Se estima usualmente que la prehistoria se extiende desde hace 50.000 a 70.000 años, sin embargo, la evidencia paleontológica y genética poblacional sostiene que se remonta a los 45-50.000 años.
Este periodo es una cuestión prehistórica antes que histórica porque no hay registros escritos en papel de las actividades humanas anteriores a este contacto con los europeos.

## La llegada de los primeros pobladores
En lo referente a Australia, se entiende por prehistoria el período que se extiende desde la inmigración de los habitantes originarios hasta el primer avistamiento europeo confirmado, en 1606, el cual puede incluirse como parte de su historia temprana. Se considera que la prehistoria australiana es algunos miles de años más extensa que en otras partes del mundo debido a que no existen escritos de eventos humanos en el continente anteriores al contacto con los europeos. Recientes estudios han llegado a la conclusión que los primeros europeos que avistaron la isla, fueron los españoles cuando navegaban por el Pacífico. En Australia se han encontrado cascos que pertenecen a soldados españoles del siglo XVI.

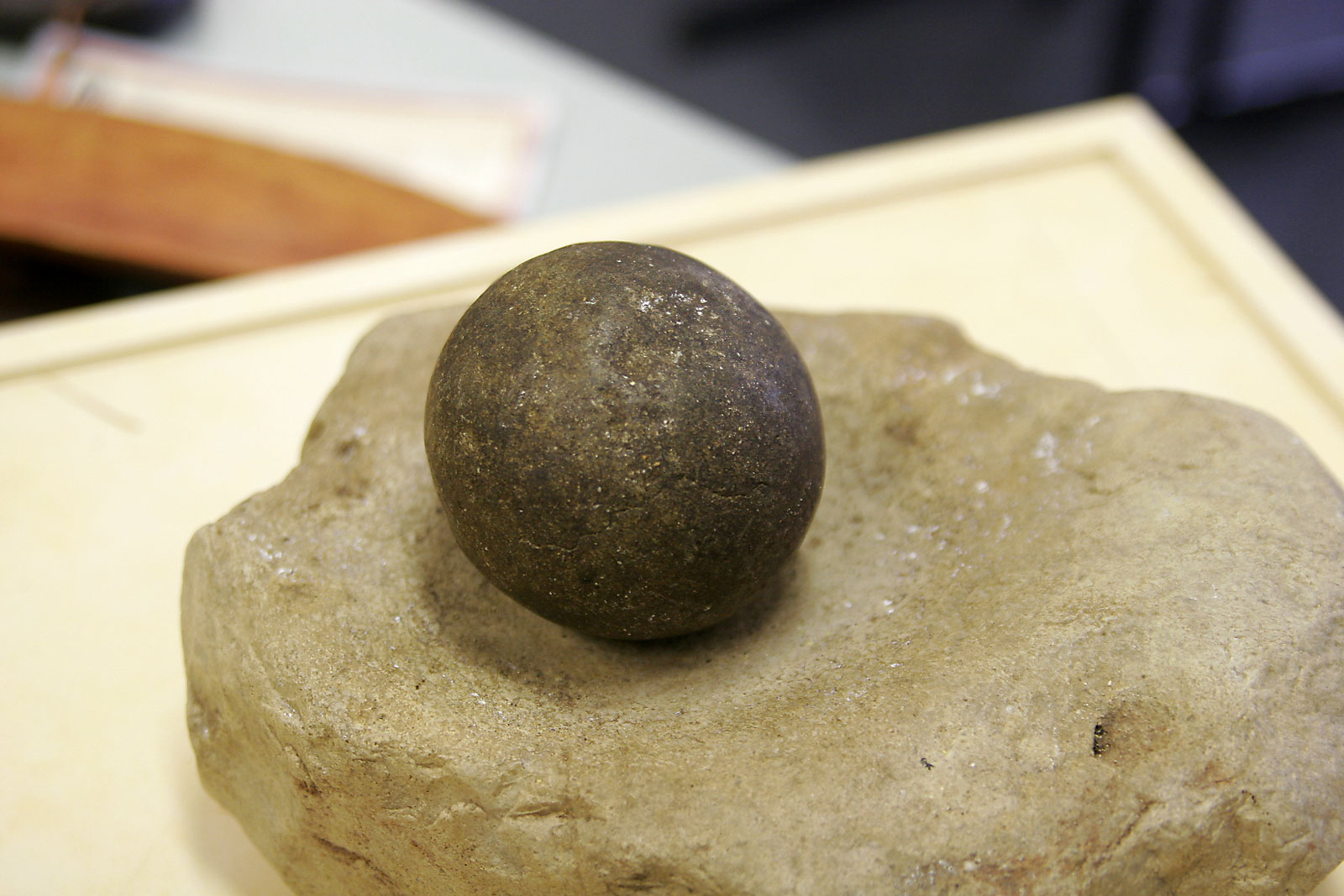
Mortero utilizado por los aborígenes australianos. Constituía un elemento fundamental para moler la harina y hacer pan.

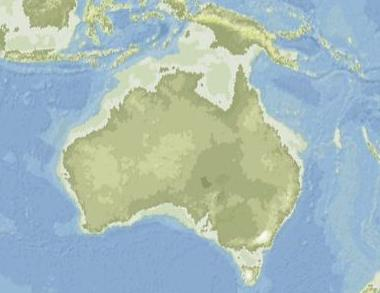
Extensión de las tierras emergidas durante la última glaciación, en la que el nivel del mar estaba unos 150 m. más bajo, así como la localización de glaciares (en blanco) en Tasmania y el sudeste de Australia.

La fecha exacta de los primeros asentamientos humanos en Australia es aún tema de debate. Sin embargo, se cree que la tierra austral ha estado habitada por seres humanos desde hace 42.000 años, aunque algunos investigadores afirman que fue hace 48.000 años, ya que en esa época hubo un período de cambio ecológico masivo que se cree fue resultado de acciones humanas. Los primeros australianos eran los ancestros de los aborígenes australianos de la actualidad quienes llegaron a través de puentes de tierra y pasos marítimos de poca longitud desde el sudeste asiático. La mayor parte de estas personas eran cazadores-recolectores donde hombres, mujeres y niños de las familias contaban con cierto roles dentro de las poblaciones, con una compleja tradición oral y valores espirituales basados en la adoración de la tierra y en la creencia del Tiempo de los Sueños.  
Está generalmente admitido que los primeros pobladores llegaron a Australia entre el 70.000 y el 40.000 antes de Cristo. Durante la última glaciación el nivel del mar era mucho más bajo que el de hoy día. La costa australiana se situaba al nivel del mar de Timor, y Australia y Nueva Guinea formaban un único continente, llamado Sahul. Se encontraban unidas por un istmo situado al nivel del mar de Arafura, del Golfo de Carpentaria y del Estrecho de Torres. Según la teoría actual, los antepasados de los aborígenes australianos de la actualidad fueron navegando las pequeñas distancias a partir de islas de la actual Indonesia, hasta llegar a el Sahul. Después, por vía terrestre, se dispersaron por todo el continente. Los testimonios arqueológicos muestran la presencia humana en las cercanías del río Swan, en Australia occidental, hace alrededor de 40.000 años. Al parecer Tasmania también era accesible por vía terrestre.
La presencia de especies vegetales y animales parecidas en Australia, en Nueva Guinea y en las islas indonesias vecinas es otra consecuencia de esas antiguas vías de comunicación terrestre, desaparecidas una vez que asciende el nivel del mar después del final de la última era glaciar. Desde entonces, el nivel del mar es relativamente estable y recubre el paso que en el pasado unía Australia y Nueva Guinea separando a los habitantes de esas tierras, con excepción de los isleños del estrecho de Torres, étnicamente melanesios, que habitan las islas del estrecho de Torres y partes del extremo norte de Queensland; poseen prácticas culturales distintas a las de los demás grupos aborígenes australianos.

## Consecuencias medioambientales
El descubrimiento de cenizas por los arqueólogos parece demostrar que, durante el periodo siguiente a la llegada de los primeros pobladores, los incendios se multiplicaron en la Australia prehistórica. Se supone que se servían del fuego para asustar la presa hacia los cazadores, para abrirse camino entre los bosques impenetrables o para estimular el renacimiento de la vegetación. Las regiones densas en árboles se transforman en bosques más claros y finalmente los bosques se vuelven praderas. Las especies resistentes al fuego se vuelven las predominantes, como el eucalipto, la acacia y las plantas crasas.
La evolución de la fauna fue más radical: la fauna de mayor tamaño desapareció rápidamente, así como numerosas especies de menor tamaño. Se contabilizan 60 especies de vertebrados desaparecidos, siendo notable el grupo de los diprotodons (marsupiales herbívoros del tamaño de un hipopótamo), algunas especies de aves, una especie de canguro carnívora, una especie de lagarto que medía cerca de cinco metros y una tortuga del tamaño de un pequeño automóvil. La causa directa de estas extinciones en masa no se conoce con exactitud: el fuego, la caza, los cambios climáticos o una combinación de estos factores pueden ser la causa, pero generalmente se piensa que la intervención humana contribuyó a ello de una manera o de otra. Sin los grandes herbívoros para regular la vegetación y reciclar los nutrientes del suelo en sus excrementos, la erosión llegó a ser más rápida y los incendio más destructivos, haciendo evolucionar rápidamente el paisaje.
Es difícil evaluar la población existente en Australia antes de la colonización europea. Existen hipótesis que dividen la población en tres grupos étnicos distintos y otras que apoyan un origen único y ninguna de ellas contaría con suficientes apoyos para decantar la balanza hacia su lado. El estudio del genoma no ha permitido zanjar la cuestión entre un modelo basado en oleadas sucesivas o un modelo basado en una única implantación de la población. Sin embargo el estudio genético poblacional a través de haplogrupos permite concluir que el modelo basado en un solo proceso migratorio de varios linajes hace más de 40.000 años, fue el suceso principal que determinó la base de la población aborigen del continente, constituida por humanos modernos sin ninguna evidencia de hibridación con Homo erectus, tal como se puede ver por ejemplo en la huella del haplogrupo P mitocondrial.

## Cambio climático, aislamiento y contactos con otros pueblos
Entre el 18.000 a. C. y el 15.000 a. C., la aridez del continente se acrecienta; el clima era más frío y menos húmedo que hoy. Al final del Pleistoceno, hacia el 13.000 a. C., el istmo que atravesaba el Estrecho de Torres fue de nuevo sumergido. El final de la era glaciar fue bastante brusco. Para algunos autores, esta época será evocada en las leyendas aborígenes: se encuentran poemas evocando a peces cayendo del cielo y los tsunamis.
Entonces, los aborígenes de Tasmania fueron aislados geográficamente. Hacia el siglo IX a. C. , las poblaciones que habitaban la Isla Kangaroo y las pequeñas islas del Estrecho de Bass desaparecieron.
Los elementos aportados por la lingüística y la genética permiten afirmar que, durante un largo periodo, hubo contactos entre los aborígenes del norte de Australia y las poblaciones melanesias que habitaban la actual Nueva Guinea y las islas circundantes, pero la actividad comercial parece haber sido el trato dominante, sin que se dieran uniones interétnicas ni de colonización propiamente dichas. Es necesario señalar la presencia temporal y localizada de un asentamiento melanesio en la costa norte de Australia y, recíprocamente, asentamientos aborígenes en el archipiélago indonesio.

## Cultura y técnicas
| Nyulnyulana Worrorrana Bunubana Jarrakana Mindi (2 regiones) Daly (4 familias) Wagiman Yangmánica | Tiwi (insular) Región de Darwin Iwaidjana Giimbiyu Arnhem, incl. Gunwinyguana Garawa y Tángkica Pama-Ñung (3 regiones) |

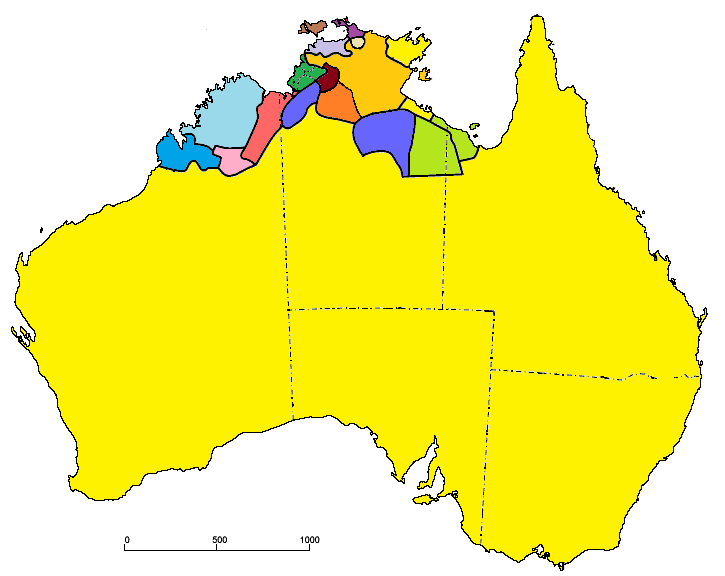
Familia lingüísticas australianas. De oeste a este:

Los últimos 5.000 años estuvieron caracterizados por una mejora general del clima, un aumento de la temperatura y de las precipitaciones y el desarrollo de una cultura tribal compleja. Las tribus aborígenes intercambiaban principalmente cantos y danzas, pero también piedras preciosas, semillas, armas, alimentos.
El tipo lingüístico Pama-Nyung estaba presente en todo el continente, excepto en el sudeste y en la Tierra de Arnhem. Algunos lingüistas y arqueólogos han presupuesto que la expansión de los pueblos pama-nyung por la mayor parte del continente se debió a técnicas agrícolas mejoradas por parte de grupos que hablaban lengua de este grupo. Igualmente esa difusión de pueblos pama-nyung pudo influir en que se iniciara un período una uniformidad en las concepciones religiosas en toda Australia. La iniciación de los jóvenes estaba marcada por fiestas y ritos particulares. Los comportamientos estaban sometidos a reglas estrictas en lo que concierne a la responsabilidad en el seno del círculo familiar amplio (tíos, primos, hermanos y familia política). El sistema de parentesco en vigor en la mayor parte de las comunidades determinaba una división en dos partes con restricciones concernientes al matrimonio entre los miembros de una misma parte de la comunidad.
El poder político pertenecía a los ancianos del grupo antes que a los jefes hereditarios, y las disputas eran juzgadas en el seno del grupo según un sistema complejo de leyes tribales. Las venganzas parecen haber sido bastante comunes, pero la guerra organizada a gran escala era algo raro, sin duda por los múltiples lazos matrimoniales o de sangre entre los individuos de las distintas comunidades.
Algunas innovaciones considerables se produjeron unos 3.000 años antes de la colonización de Australia. Se emplea el cuarzo para producir útiles que eran trabajados con habilidad por los indígenas. El dingo llega desde el sudeste asiático, probablemente traído por pueblos austronesios, y se desarrolla la agricultura a pequeña escala en la zona de Victoria Occidental.
Se estima que en 1788 había alrededor de medio millón de aborígenes (las estimaciones más optimistas hablan de un millón), divididos en distintos grupos culturales y lingüísticos. La mayor parte vivían de la caza y poseían un rico patrimonio cultural trasmitido oralmente, así como técnicas elaboradas de gestión de tierras. En las regiones más fértiles y más pobladas, la población era semi-permanente. En la cuenca del río Murray la economía se basaba en la piscicultura, en lugar de la caza y recolección dominante en el resto del continente.
No se sabe gran cosa del número de pueblos aborígenes y la diversidad de sus culturas y lenguas. Como en el continente americano, las enfermedades introducidas en la colonización diezmaron las poblaciones indígenas, incluso antes de haber entrado en contacto directo con los europeos. En la época de James Cook, podría haber existido hasta 500 tribus distintas, hablando centenares de lenguas diferentes.

## Contactos con pueblos no australianos
Los pueblos que habitaban en la costa norte del continente australiano (Kimberley (Australia Occidental), Golfo de Carpentaria y Península del Cabo York) tuvieron numerosas visitas desde antiguo. Personas y mercancías circulaban frecuentemente entre Australia y Nueva Guinea antes de la desaparición del istmo que los unía a causa de la subida del nivel del mar hace unos 6000 años.
Tras la subida del nivel del mar, el comercio y los intercambios culturales continúan a través del Estrecho de Torres, separado 150 km del continente australiano, por medio de la navegación entre las numerosas islas y arrecifes que afloran sobre el mar entre ambos puntos. Las islas estaban pobladas por pueblos de cultura melanesia
Los desplazamientos tradicionales entre Australia, Nueva Guinea e Indonesia hacen más plausible la tesis según la cual los comerciantes chinos y árabes habrían visitado la parte norte de Australia desde el siglo IX. Las figuras "de Bradshaw" encontradas en la región de Kimberley parecen atestiguar igualmente el movimiento de personas en el Paleolítico.
Los pescadores indonesios "Bajini" venidos de las Molucas han pescado a lo largo de las costas australianas durante siglos. Los mercaderes de la Islas Célebes arribaban regurarmente a la costa norte de Australia para pescar pepinos de mar y venderlos a continuación en China, donde eran muy apreciados. Hay referencias de esta actividad después del inicio del siglo XVII.
Los intercambios culturales parecen haber sido intensos, como testimonian las pinturas sobre la roca y sobre corteza de los aborígenes, el tabaco, la pipa, el vocabulario llegado de las Islas Célebes, y la presencia de personas de origen malayo en el seno de las comunidades aborígenes y a la inversa.